# Yoann Salmier
Yoann Salmier (Villiers-le-Bel, 21 novembre 1992) è un calciatore francese, difensore del Clermont Foot.

## Caratteristiche tecniche
È un difensore centrale.

## Carriera

### Club
Cresciuto nelle giovanili dello Strasburgo, ha esordito in prima squadra il 7 novembre 2014 in occasione del match vinto 2-1 contro il Red Star. Dopo 4 anni e 79 presenze con lo Strasburgo, passa in prestito annuale con diritto di riscatto al Troyes che, il 27 giugno 2019, ufficializza il suo trasferimento definitivo in squadra fino al giugno 2023. Terminato il contratto con le "champenois", il 4 luglio 2023 viene ufficializzato il suo passaggio al Le Havre, tornando subito in Ligue 1 dopo la retrocessione con il Troyes.

### Nazionale
Ha esordito con la nazionale della Guyana francese il 7 giugno 2016 in un match perso per 2-1 contro la Repubblica Dominicana.

## Statistiche

### Presenze e reti nei club
Statistiche aggiornate al 4 settembre 2024.
| Stagione          | Squadra           | Campionato        | Campionato | Campionato | Coppe nazionali | Coppe nazionali | Coppe nazionali | Coppe continentali | Coppe continentali | Coppe continentali | Altre coppe | Altre coppe | Altre coppe | Totale | Totale | Totale |
| Stagione          | Squadra           | Comp              | Pres       | Reti       | Comp            | Pres            | Reti            | Comp               | Pres               | Reti               | Comp        | Pres        | Reti        | Pres   | Reti   |        |
| ----------------- | ----------------- | ----------------- | ---------- | ---------- | --------------- | --------------- | --------------- | ------------------ | ------------------ | ------------------ | ----------- | ----------- | ----------- | ------ | ------ | ------ |
| 2014-2015         | Strasburgo        | N                 | 20         | 1          | CF              | 2               | 0               |                    | -                  | -                  |             | -           | -           | 22     | 1      |        |
| 2015-2016         | Strasburgo        | N                 | 11         | 0          | CF              | 0               | 0               |                    | -                  | -                  |             | -           | -           | 11     | 0      |        |
| 2016-2017         | Strasburgo        | L2                | 22         | 0          | CF+CdL          | 3+2             | 0               |                    | -                  | -                  |             | -           | -           | 27     | 0      |        |
| 2017-2018         | Strasburgo        | L1                | 14         | 0          | CF+CdL          | 3+2             | 0               |                    | -                  | -                  |             | -           | -           | 19     | 0      |        |
| Totale Strasburgo | Totale Strasburgo | Totale Strasburgo | 67         | 1          |                 | 12              | 0               |                    | -                  | -                  |             | -           | -           | 79     | 1      |        |
| 2018-2019         | Troyes            | L2                | 33+1       | 0          | CF+CdL          | 2+2             | 0               |                    | -                  | -                  |             | -           | -           | 38     | 0      |        |
| 2019-2020         | Troyes            | L2                | 27         | 1          | CF+CdL          | 1+1             | 0               |                    | -                  | -                  |             | -           | -           | 29     | 1      |        |
| 2020-2021         | Troyes            | L2                | 35         | 2          | CF              | 0               | 0               |                    | -                  | -                  |             | -           | -           | 35     | 2      |        |
| 2021-2022         | Troyes            | L1                | 31         | 0          | CF              | 0               | 0               |                    | -                  | -                  |             | -           | -           | 31     | 0      |        |
| 2022-2023         | Troyes            | L1                | 32         | 1          | CF              | 0               | 0               |                    | -                  | -                  |             | -           | -           | 32     | 1      |        |
| Totale Troyes     | Totale Troyes     | Totale Troyes     | 159        | 4          |                 | 6               | 0               |                    | -                  | -                  |             | -           | -           | 165    | 4      |        |
| 2023-2024         | Le Havre          | L1                | 20         | 1          | CF              | 1               | 0               |                    | -                  | -                  |             | -           | -           | 21     | 1      |        |
| 2024-2025         | Le Havre          | L1                | 2          | 0          | CF              | 0               | 0               |                    | -                  | -                  |             | -           | -           | 2      | 0      |        |
| Totale Le Havre   | Totale Le Havre   | Totale Le Havre   | 22         | 1          |                 | 1               | 0               |                    | -                  | -                  |             | -           | -           | 23     | 1      |        |
| Totale carriera   | Totale carriera   | Totale carriera   | 248        | 6          |                 | 19              | 0               |                    | -                  | -                  |             | -           | -           | 267    | 6      |        |

### Cronologia presenze e reti in nazionale
| Cronologia completa delle presenze e delle reti in nazionale ― Guyana francese | Cronologia completa delle presenze e delle reti in nazionale ― Guyana francese | Cronologia completa delle presenze e delle reti in nazionale ― Guyana francese | Cronologia completa delle presenze e delle reti in nazionale ― Guyana francese | Cronologia completa delle presenze e delle reti in nazionale ― Guyana francese | Cronologia completa delle presenze e delle reti in nazionale ― Guyana francese | Cronologia completa delle presenze e delle reti in nazionale ― Guyana francese | Cronologia completa delle presenze e delle reti in nazionale ― Guyana francese |
| Data                                                                           | Città                                                                          | In casa                                                                        | Risultato                                                                      | Ospiti                                                                         | Competizione                                                                   | Reti                                                                           | Note                                                                           |
| ------------------------------------------------------------------------------ | ------------------------------------------------------------------------------ | ------------------------------------------------------------------------------ | ------------------------------------------------------------------------------ | ------------------------------------------------------------------------------ | ------------------------------------------------------------------------------ | ------------------------------------------------------------------------------ | ------------------------------------------------------------------------------ |
| 7-6-2016                                                                       | Santo Domingo                                                                  | Rep. Dominicana                                                                | 2 – 1                                                                          | Guyana francese                                                                | Coppa dei Caraibi 2017                                                         | -                                                                              |                                                                                |
| 24-3-2019                                                                      | Vancouver                                                                      | Canada                                                                         | 4 – 1                                                                          | Guyana francese                                                                | CONCACAF Nations League 2019-2020 - 1º turno                                   | -                                                                              |                                                                                |
| Totale                                                                         |                                                                                | Presenze                                                                       | 2                                                                              |                                                                                | Reti                                                                           | 0                                                                              |                                                                                |

## Palmarès

### Club

#### Competizioni nazionali
- Championnat National: 1

Strasburgo: 2015-2016
- Campionato francese di seconda divisione: 2

Strasburgo: 2016-2017
Troyes: 2020-2021